# Gabbia sospesa
Gabbia sospesa medievale

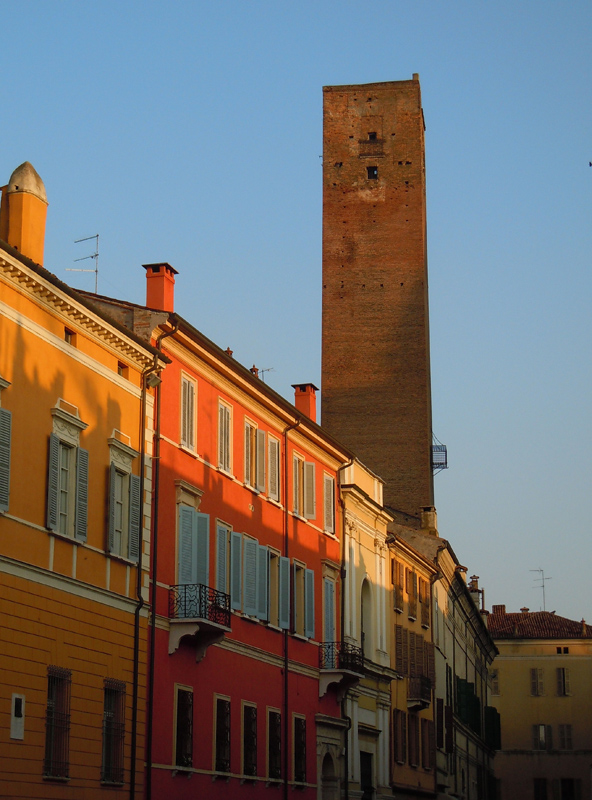
Mantova, Torre della Gabbia

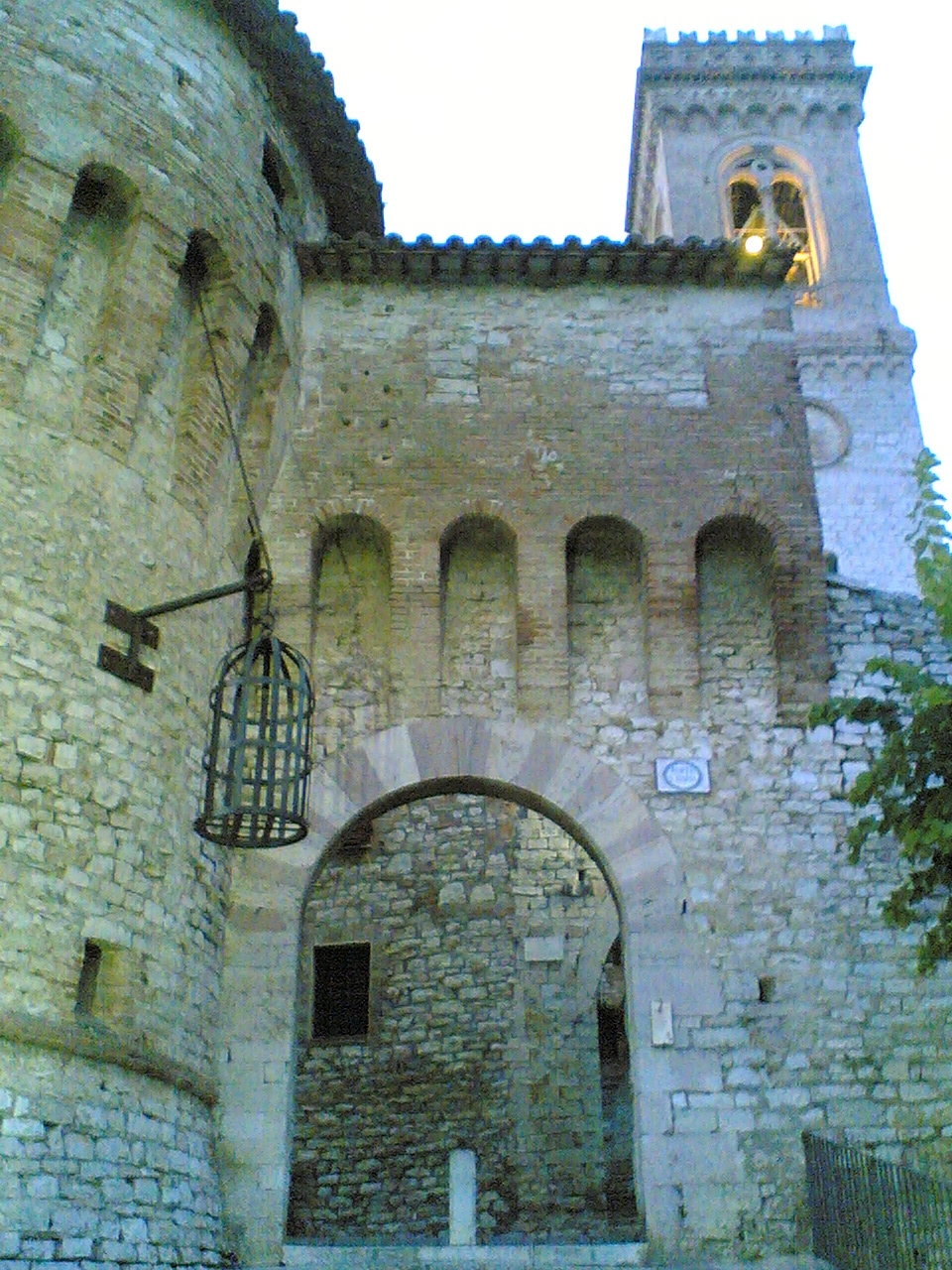
Gabbia sospesa a Corciano (Provincia di Perugia)

La gabbia sospesa, detta anche gabbia di ferro, era uno strumento di punizione e deterrenza utilizzato prevalentemente in Europa durante il Medioevo. Solitamente, veniva appesa in luoghi visibili, come le piazze o le mura cittadine, con l’intento di esporre i prigionieri al pubblico e infliggere loro sofferenze prolungate. L’uso della gabbia sospesa è documentato a partire dal XII secolo, ma fu particolarmente comune tra il XV e il XVII secolo.
Funzionamento e utilizzo
La gabbia era solitamente costruita in ferro, con dimensioni variabili a seconda del condannato. Il prigioniero veniva rinchiuso all’interno, esposto alle intemperie e lasciato morire di fame, sete o per l’esposizione agli elementi. A volte i condannati erano criminali comuni, ma in altre occasioni venivano usate per punire ribelli politici o eretici.
La gabbia era sospesa in luoghi di grande afflusso, affinché potesse servire da monito per la popolazione. La morte del condannato, spesso lenta e dolorosa, aggiungeva all’efficacia dissuasiva del metodo.
Esempi storici
Alcuni dei casi più noti riguardano le gabbie sospese nelle città tedesche del Sacro Romano Impero, dove venivano impiegate per punire i rivoltosi. Un esempio celebre è quello di Jan van Leiden, leader della rivolta di Münster del 1534, che fu imprigionato e esposto pubblicamente in una gabbia sospesa per il suo ruolo nella ribellione anabattista. Le gabbie in cui i suoi resti furono lasciati sono ancora visibili sulla torre della Chiesa di San Lamberto a Münster.
Anche in Francia e Inghilterra sono riportati diversi utilizzi di questo metodo punitivo, soprattutto per i pirati catturati o per i prigionieri di guerra.
Declino
Con il progredire delle idee legate ai diritti umani e l’evoluzione dei sistemi giudiziari, l’uso delle gabbie sospese iniziò a declinare. Già nel XVII secolo, la pratica era vista come crudele e disumana, e venne gradualmente abbandonata, soprattutto in seguito alle riforme illuministe del XVIII secolo.
Nella cultura popolare
La gabbia sospesa medievale è stata spesso rappresentata in film e letteratura, dove simbolizza la crudeltà del sistema giudiziario medievale e l’idea della morte esposta pubblicamente.
Fonti:
1.Bender, James. Medieval Punishment and Deterrence: The Gory History of Crime and Punishment. Oxford University Press, 2012.
2.Green, Toby. Instrumentsg of Torture Throughout History. Harvard University Press, 2008.
3.Wilson, Peter. The Thirty Years’ War: Europe’s Tragedy. Belknap Press, 2009.
4.Friedrich, Ernst. Die Bestrafung im Mittelalter: Vom Pranger bis zur Todesstrafe. Reclam Verlag, 1999.

## Descrizione
Lo strumento consisteva in una gabbia di ferro (di solito di forma cilindrica) o anche di legno, che veniva appesa all'esterno di una torre o delle mura esterne di un palazzo, a circa 2,5 metri di altezza. Il condannato vi veniva rinchiuso, spesso seminudo, e lasciato esposto al sole e alle intemperie. A volte la pena era temporanea e il condannato riceveva cibo e bevande, mentre in caso di condanna a morte veniva lasciato morire di fame e di sete.
Solitamente la gabbia era posta in pubblica piazza. Questo permetteva alla popolazione locale di burlarsi della vittima e spesso era oggetto di lanci di pietre, magari a causa dell'odio nutrito nei suoi confronti, fino al punto di causarne la morte.
A Venezia la gabbia sospesa era chiamata cheba, mentre in altre località il supplizio era chiamato impiccagione in gabbia. A Mantova esiste ancora oggi la Torre della Gabbia, alle cui mura venivano appese le gabbie dei condannati.
A Perugia vi è una via contigua alla piazza principale, chiamata Via della Gabbia, in cui si possono tutt'oggi vedere gli anelli mediante i quali veniva sospesa la gabbia. 
Tra i personaggi storici che vennero condannati a questo supplizio vi fu Napo Torriani.

## Gabbia per impiccati

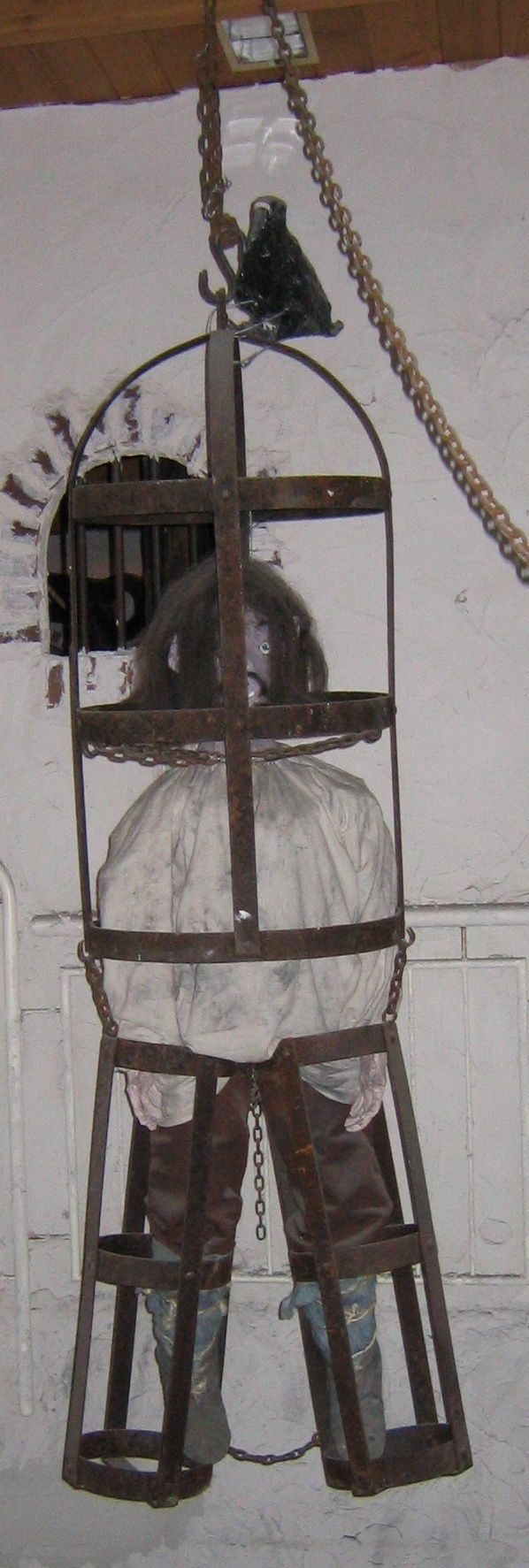
Gabbia per impiccati usata in Inghilterra, con manichino

In Inghilterra, la gabbia sospesa era una punizione aggiuntiva all’impiccagione ed era usata per l’esposizione del cadavere del condannato. Questa pratica era chiamata gibbeting ed era usata per traditori, banditi di strada e pirati. Le gabbie erano realizzate in ferro e replicavano la forma umana, con appendici per le braccia e per le gambe. Dopo l’esecuzione il corpo era collocato nella gabbia, che veniva appesa in una strada pubblica (solitamente ad un incrocio) e lasciata lì fino alla decomposizione del cadavere. In casi particolari, il gibbeting veniva usato direttamente come metodo di esecuzione: il condannato veniva collocato nella gabbia ancora vivo e lasciato morire.